# Stadt San Marino

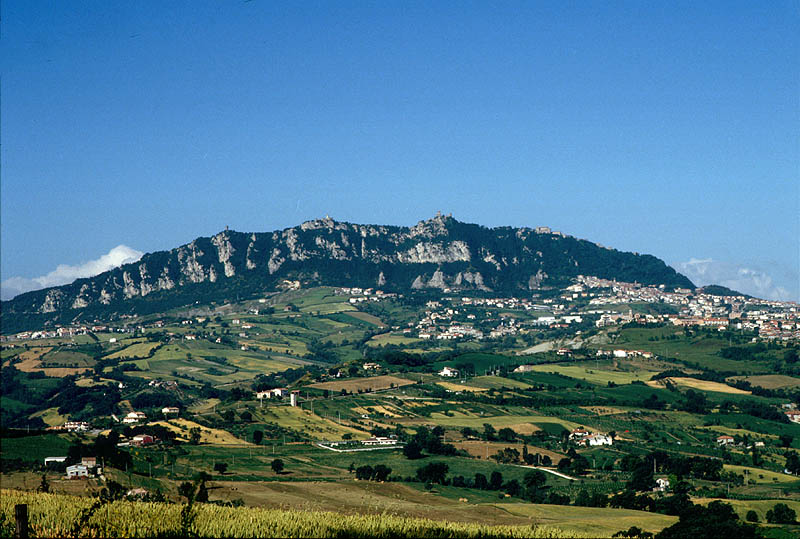
Der Berg Titano mit den drei Burgen von Nordost

Flagge der Stadt San Marino

Città di San Marino (deutsch Stadt San Marino, auch kurz San Marino genannt oder einfach la città, „die Stadt“) ist die Hauptstadt der Republik San Marino. Sie liegt auf dem Berg Titano.
Sie ist mit 4.101 Einwohnern auf 7,09 km² die nach Einwohnerzahl drittgrößte, nach Gemeindefläche viertgrößte Gemeinde (italienisch comune, san-marinesisch castello) des Landes. Das Gemeindegebiet grenzt an die san-marinesischen Gemeinden Acquaviva, Borgo Maggiore, Fiorentino und Chiesanuova sowie im Westen an die italienische Gemeinde San Leo (Provinz Rimini). Zur Città di San Marino gehören die Ortsteile (italienisch Frazione, san-marinesisch Curazie) Cà Berlone, Canepa, Casole, Murata und Santa Mustiola.

## Geschichte
Der Legende nach wurde die Stadt 301 vom Heiligen Marinus gegründet, der sich als Einsiedler auf den Monte Titano zurückgezogen und dort eine Kapelle und ein Kloster errichtet haben soll. Von da an galt der Monte Titano als Rückzugsort christlicher Flüchtlinge vor den Verfolgungen des Kaisers Diokletian.
Schriftlich erwähnt wird ein unabhängiges Gemeinwesen auf dem Monte Titano erstmals im Placito Feretrano, einem Dokument aus dem Jahr 885. Das 1749 wieder aufgefundene Schriftstück soll allerdings nur eine Kopie sein, deren Authentizität angezweifelt wird.
Ab dem 10. Jh. werden der Monte Titano und die auf ihm befindliche Stadt mit Befestigungsanlagen gegen Angriffe gesichert. Im 11. Jh. entsteht, unmittelbar an den Stadtkern anschließend, die Burg Guaita als nördlichste der drei Burgen auf dem Monte Titano. Zu Beginn des 13. Jh. wird die Festung Cesta am höchsten Punkt des Berges errichtet, gegen Ende desselben Jahrhunderts folgt als südlichste Befestigung der Torre Montale. In den folgenden drei Jahrhunderten werden die Burgen ausgebaut und mit Mauern untereinander und mit der Stadt San Marino verbunden.
Seit der Mitte des 13. Jh. ist San Marino als unabhängige Republik bezeugt, in deren Verfassung sich bereits damals Elemente der Gewaltenteilung und der Verhinderung von Machtfülle finden.
Vom 13. bis zum 15. Jh. war die Region Schauplatz zahlreicher kriegerischer Auseinandersetzungen. Zunächst wurde auch San Marino in die Rivalitäten zwischen Ghibellinen und Guelfen hineingezogen. Die Republik sympathisierte mit den kaisertreuen Ghibellinen; die Guelfen mussten die Stadt verlassen. Dies führte im Jahr 1247 zur vorübergehenden Exkommunikation der San-Marinesen durch Papst Innozenz IV. In den folgenden 200 Jahren musste San Marino immer wieder die Eroberungsversuche der guelfischen Malatesta aus Rimini abwehren. Nachdem jedoch Sigismondo Malatesta bei Papst Pius II. in Ungnade gefallen war, konnte San Marino im Bündnis mit der Kirche und mit Federico da Montefeltro den Krieg gegen die Malatesta im Jahr 1463 siegreich beenden. Durch die damit verbundenen strategisch bedeutenden Geländegewinne im südöstlichen und nordöstlichen Vorland des Monte Titano erreichte die Republik ihre heutige Ausdehnung. San Marino konnte, abgesehen von zwei jeweils nur kurz andauernden Besatzungen (1503 durch Cesare Borgia und 1739 durch Giulio Alberoni), seit dem Mittelalter seine Unabhängigkeit bewahren, so dass sich die Stadt stolz als Hauptstadt der weltweit ältesten dauerhaft bestehenden Republik betrachtet.

## Sehenswürdigkeiten
Das historische Stadtzentrum von San Marino wurde zusammen mit dem Monte Titano, auf dem es liegt, 2008 als das einzige bis heute fortbestehende Beispiel eines mittelalterlichen italienischen Stadtstaates von der UNESCO zum Weltkulturerbe erklärt. 
Aufgrund der abgelegenen Lage auf einem Felsmassiv, das den vorgelagerten Ort Borgo Maggiore um 150 m überragt, konnte die Stadt ihre mittelalterliche Prägung bewahren. Der historische Stadtkern ist auch heute noch auf drei Seiten von den Stadtmauern aus dem 11. bis 14. Jh. umgeben. Auf engem Raum finden sich hier mehrere Sehenswürdigkeiten:
- Die drei Wehrtürme auf dem Monte Titano; Wahrzeichen von Stadt und Republik San Marino und als solche Bestandteil der jeweiligen Wappen:
  - Die Burg Guaita, auch La Rocca oder Prima Torre genannt (erbaut im 11. Jh. als Wehrturm; Umbauten und Erweiterungen bis ins 16. Jh.)[5]
  - Die Burg Cesta („Kiste“), auch Fratta oder Seconda Torre genannt (erbaut im frühen 13. Jh. als Wachtturm am höchsten Punkt des Monte Titano; im 14. Jh. erweitert und in das Befestigungssystem der Stadt einbezogen); mit dem Museo Armi Antiche (Museum für alte Waffen; seit 1956)[6]
  - Der Turm Montale (erbaut im 13. Jh.); für die Öffentlichkeit nicht zugänglich
- Der Palazzo Pubblico (erbaut 1884–1894); zugleich Rathaus der Stadt und Regierungssitz des Landes San Marino[7]
- Die Basilika San Marino (erbaut 1826–1838); als Konkathedrale neben der Kathedrale von Pennabilli und dem Dom von San Leo eine der drei Hauptkirchen des Bistums San Marino-Montefeltro[8]
- Die Kirche San Pietro (erbaut um 1600 auf älteren Überresten); in der Krypta zwei Wandnischen, die der Legende nach dem Heiligen Marinus und seinem Begleiter Leo di Montefeltro als Ruhestätten gedient haben sollen[9]
- Die Kirche San Francesco (erbaut 2. Hälfte des 14. Jh., älteste Kirche in San Marino); mit dem Museo San Francesco (seit 1966; sakrale Kunst)[10]
- Die Kapuzinerkirche San Quirino (erbaut im 16. Jh.)
- Das Museo di Stato im Palazzo Pergami Belluzzi (u. a. bedeutende archäologische Funde aus der Region)[11]
- Das Teatro Titano (Theater; erbaut Mitte des 18. Jh.; Umbau 1936–1941)[12]

Die Costa dell'Arnella, ein Weg, der die Stadt San Marino mit Borgo Maggiore verbindet, bietet Ausblicke auf das Staatsgebiet und weiter bis zur Adria.
Touristenattraktionen sind auch die Wachablösungen vor dem Regierungspalast sowie die halbjährlich stattfindende Militärparade (Anfang April und Anfang Oktober), mit der jeweils die neue Amtszeit der Capitani Reggenti eröffnet wird. Darüber hinaus findet jedes Jahr am 3. September der Palio delle Balestre Grandi statt, auf dem die Armbrustschützen („Balestrieri“) ihr Können zeigen.

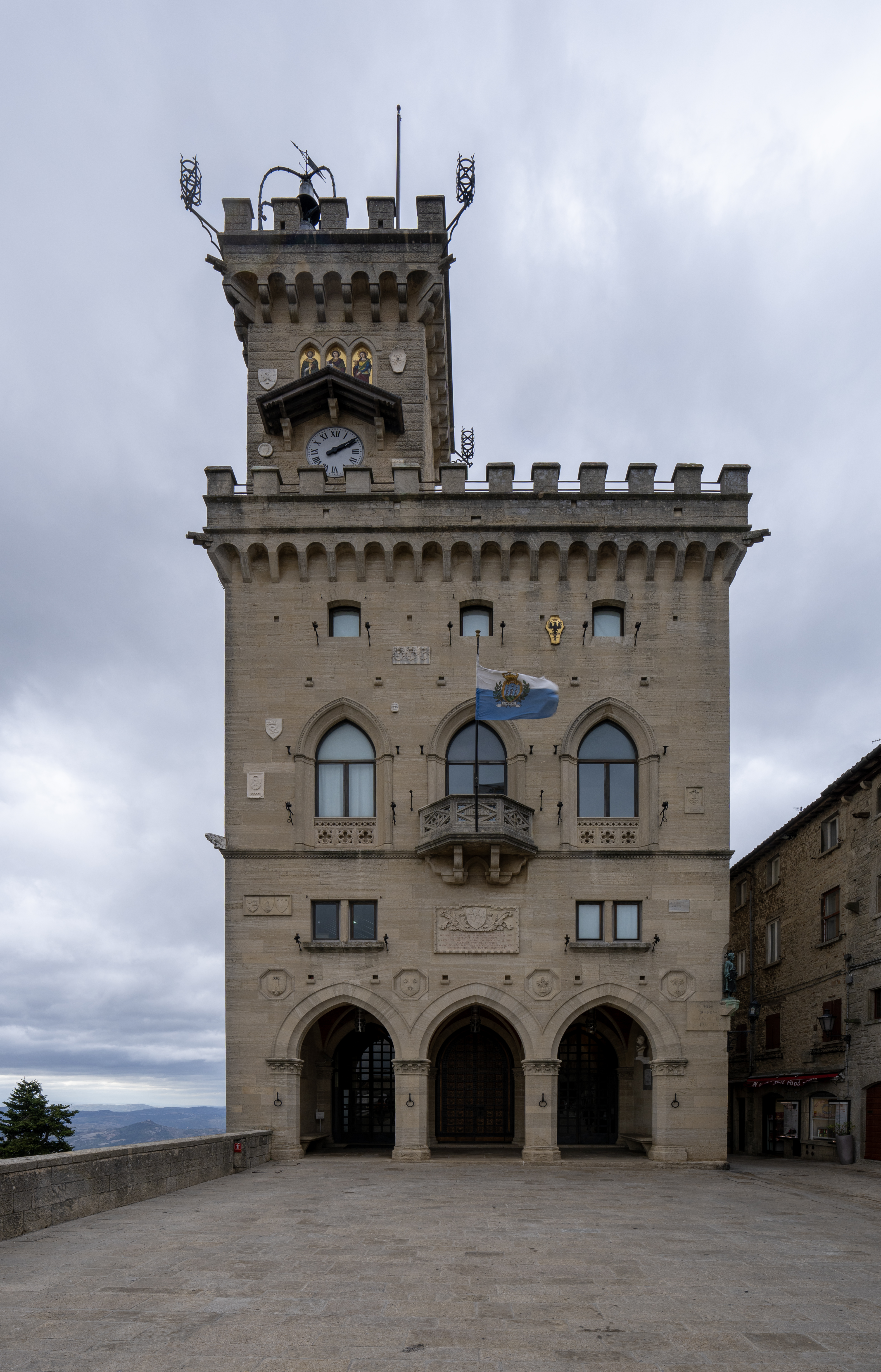
Neogotischer Regierungspalast in San Marino
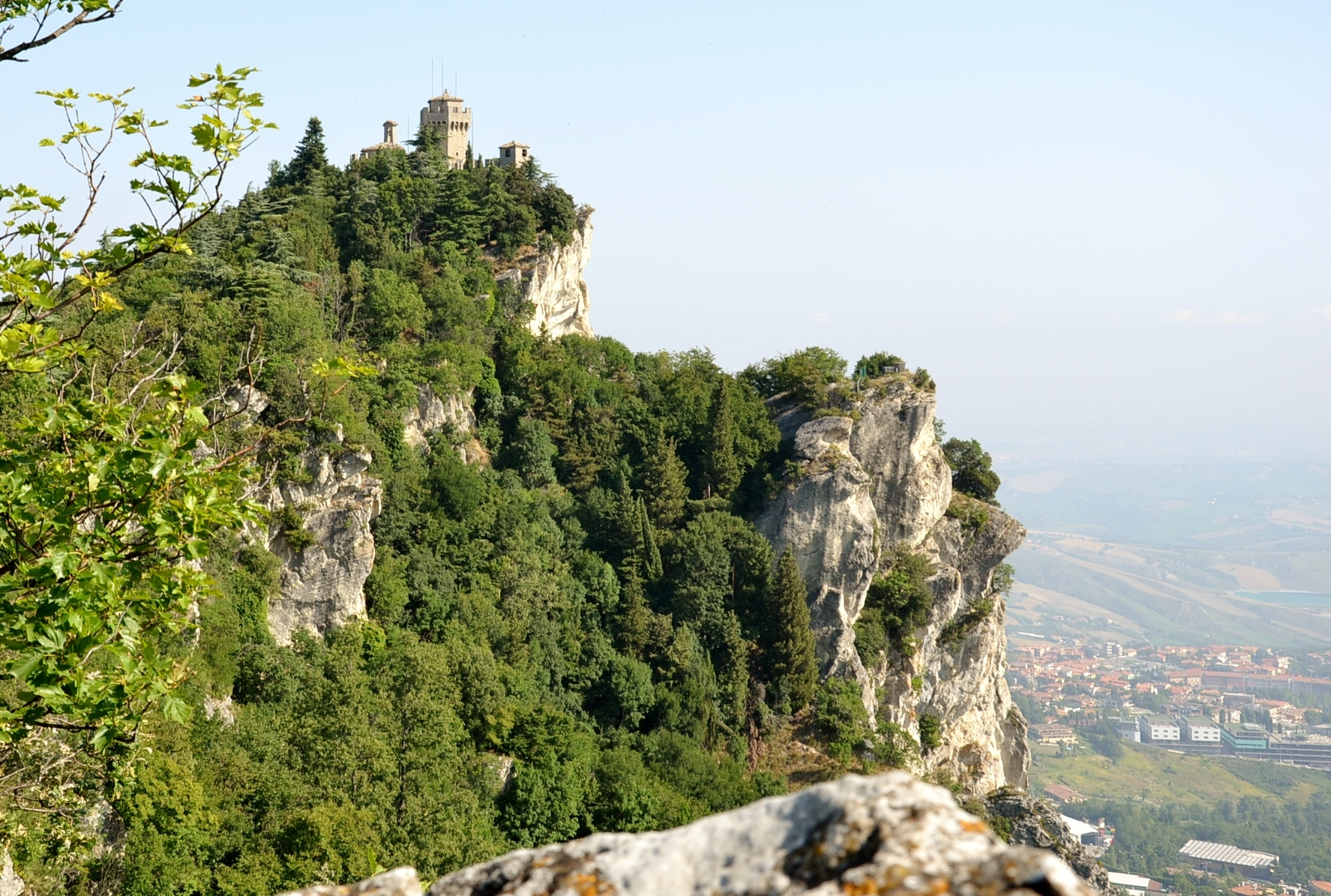
Wehrturm Cesta, in dem sich das Museum alter Waffen befindet; aufgenommen vom Wehrturm Montale
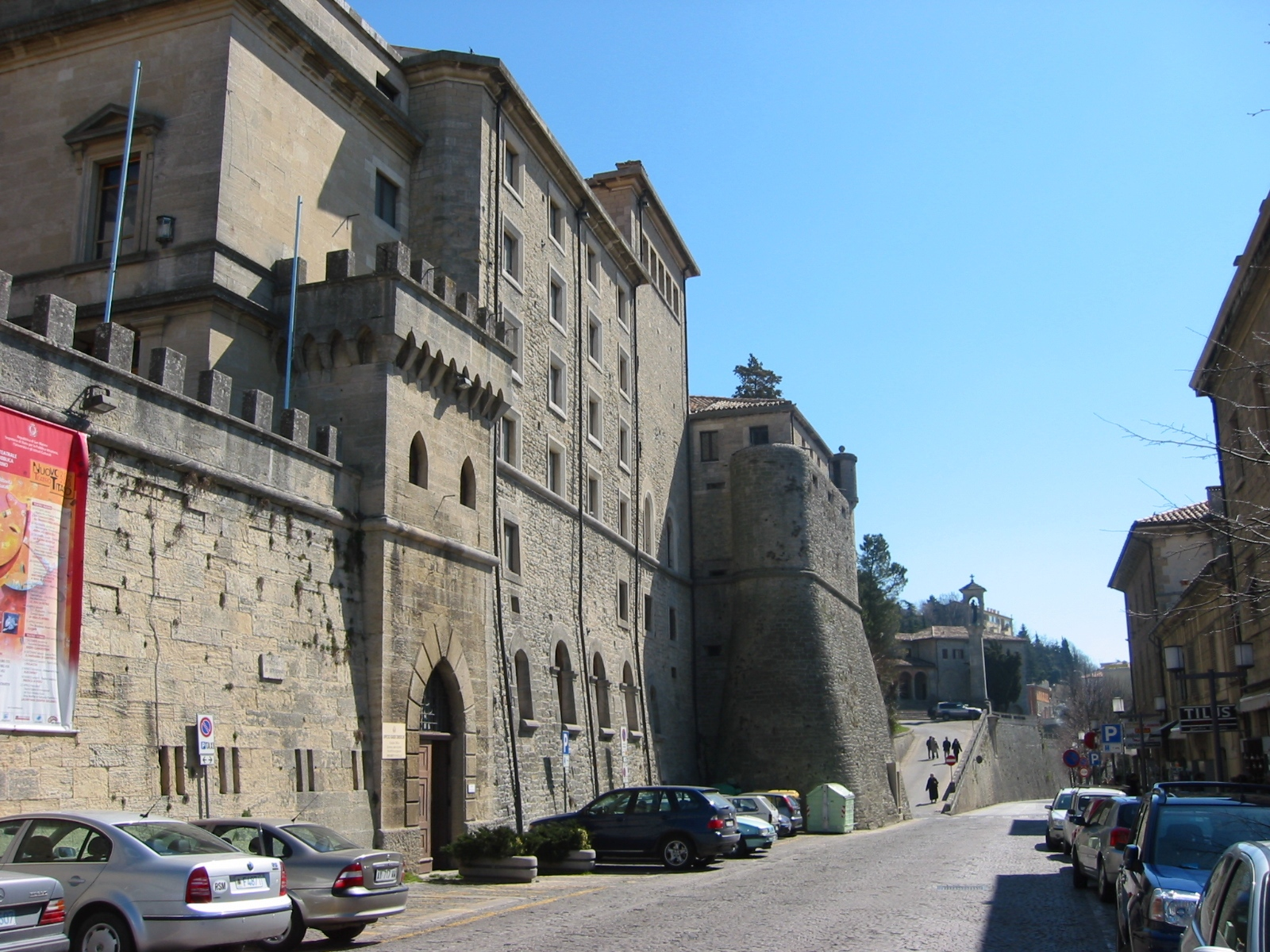
Via Piana, eine Altstadtstraße in San Marino
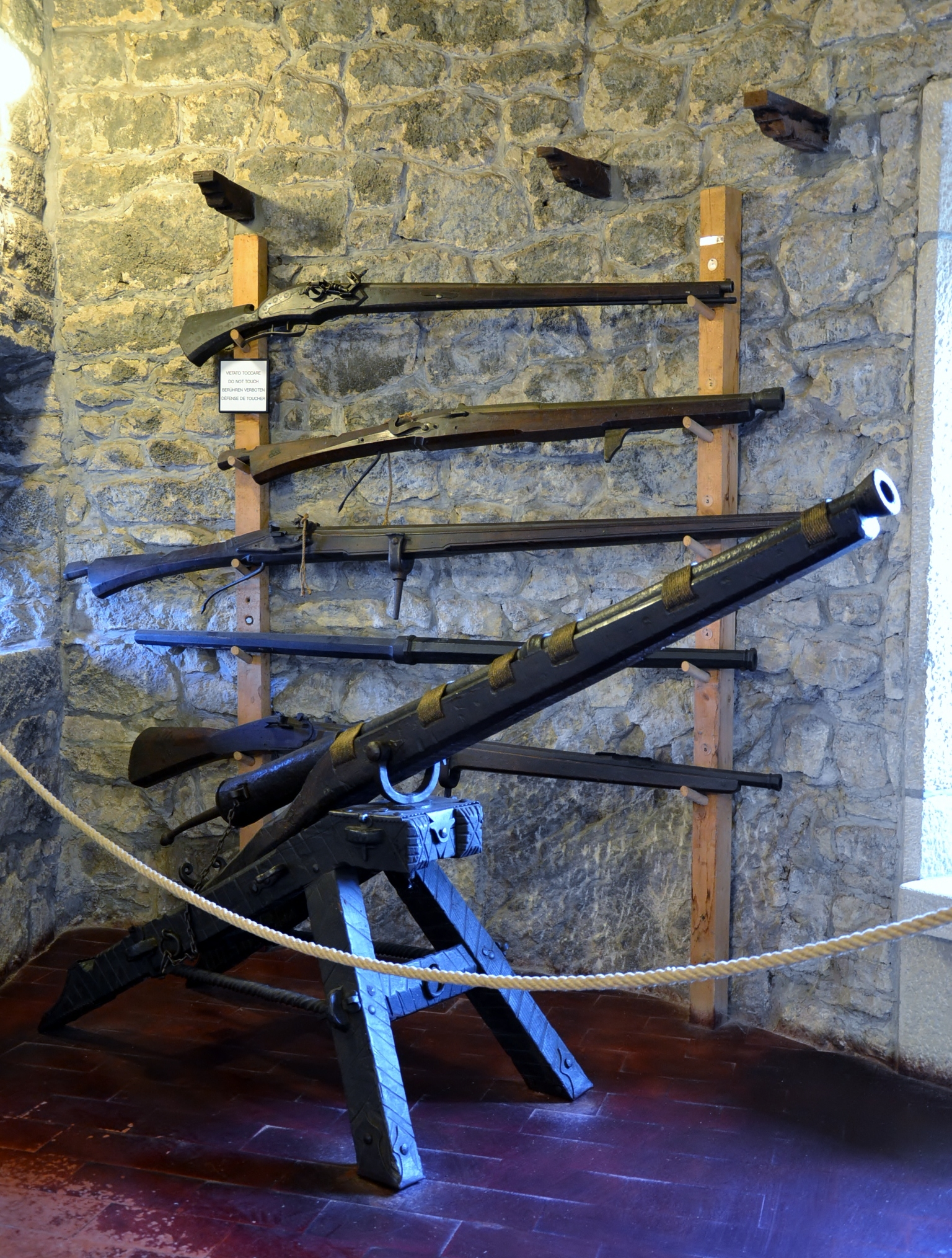
Ausstellungsstücke aus dem Museum alter Waffen des Wehrturmes Cesta
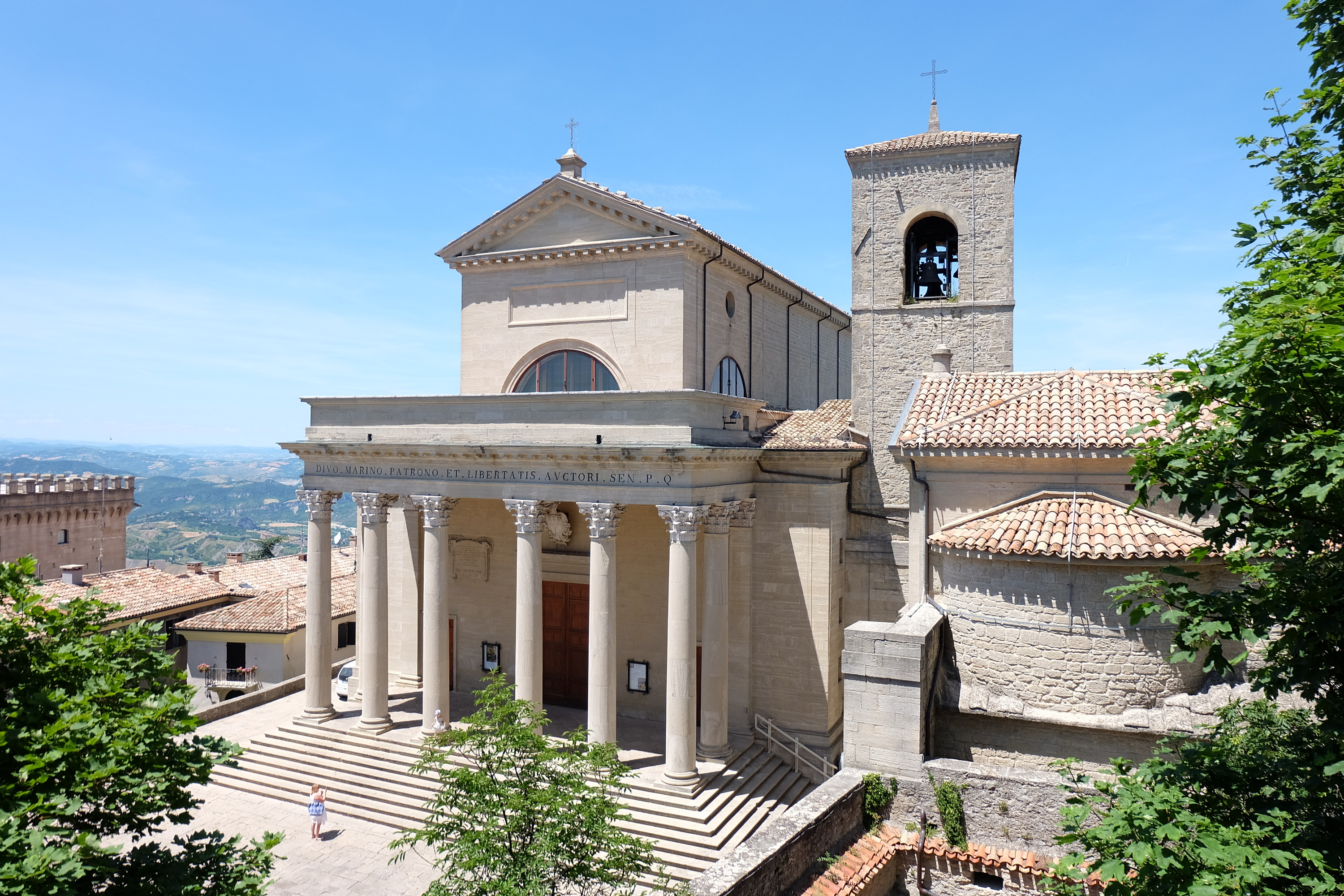
Basilika von San Marino

## Wirtschaft
Die Wirtschaft der Stadt San Marino basiert vor allem auf Handel und Dienstleistungen. Zahlreiche Läden und Restaurationsbetriebe sind auf die Bedürfnisse der jährlich rund zwei Millionen Touristen eingestellt, die einen Besuch der historischen Altstadt mit der Möglichkeit des zollfreien Einkaufs verbinden. In den letzten Jahren erlitt die wirtschaftliche Entwicklung der Stadt einen spürbaren Rückschlag, bedingt durch den Rückgang der Besucherzahlen und die Konkurrenz neuer Einkaufszentren in anderen Orten der Republik San Marino.

## Verkehr
San Marino verfügte vor dem Zweiten Weltkrieg über eine unter der Diktatur von Benito Mussolini gebaute Eisenbahn (Bahnstrecke Rimini–San Marino), die die Hauptstadt mit dem italienischen Eisenbahnnetz in Rimini verband. Die Trasse der gewundenen Strecke mit ihren 17 Tunneln ist nur noch in Teilen vorhanden. Pläne zur Wiedereröffnung dieser Eisenbahnstrecke sind, abgesehen von einem 800 Meter langen Teilstück, das seit 2012 als Museumsbahn betrieben wird, bisher nicht verwirklicht worden.
Für den Personennahverkehr werden Busse eingesetzt. Es besteht eine Busverbindung nach Rimini, die überwiegend im 75-Min.-Takt bedient wird. Eine Kraftstraße verbindet San Marino mit Rimini.
Eine Seilbahn, die Funivia di San Marino, verkehrt zwischen der Hauptstadt und Borgo Maggiore.

## Bildung
In San Marino befindet sich die Accademia internazionale delle scienze San Marino (Internationale Akademie der Wissenschaften San Marino).

## Gemeindepartnerschaften
- Rab (Gespanschaft Primorje-Gorski kotar), Kroatien, seit 1968[19]
- San Leo (Provinz Rimini), Italien, seit 1995[20]

## Söhne und Töchter der Stadt
- Valerio Maccioni (1622–1676), katholischer Titularbischof von Marocco und Apostolischer Vikar in Hannover
- Vittorio Mancini (* 1936), Ringer
- Ernesto Benedettini (* 1948), Politiker
- Assunta Meloni (* 1951), Politikerin
- Maria Lea Pedini Angelini (* 1954), Politikerin
- Massimo Bonini (* 1959), Fußballspieler, -trainer und Sportfunktionär
- Roberto Venturini (* 1960), Politiker
- Guerrino Zanotti (* 1962), Politiker
- Andrea Belluzzi (* 1968), Politiker
- Guido Frisoni (* 1970), Radrennfahrer
- Luca Beccari (* 1974), Politiker
- Valentina Monetta (* 1975), Sängerin
- Adele Tonnini (* 1977), Politikerin
- Damiano Vannucci (* 1977), Fußballspieler
- Christian Montanari (* 1981), Autorennfahrer
- Carlo Valentini (* 1982), Fußballspieler
- Fabio Tomassini (* 1996), Fußballspieler
- Andrea Grandoni (* 1997), Fußballspieler
- Marcello Mularoni (* 1998), Fußballspieler
- Nicola Nanni (* 2000), Fußballspieler
- Chiara Beccari (* 2004), italienische Fußballspielerin